# Blancmange Hill
Blancmange Hill är en kulle i Antarktis. Den ligger i Västantarktis. Argentina, Chile och Storbritannien gör anspråk på området. Toppen på Blancmange Hill är 294 meter över havet.
Terrängen runt Blancmange Hill är huvudsakligen kuperad, men västerut är den platt. Havet är nära Blancmange Hill åt nordväst. Trakten är obefolkad. Det finns inga samhällen i närheten. 